# Presidente Médici (Maranhão)
Presidente Médici es un municipio brasileño del estado de Maranhão. Se ubica en la parte occidental del estado, en la microrregión de Pindaré en la latitud 02º23'12" sur y longitud 45º49'11" oeste, a una altitud de 0 metros. Su población estimada en 2004 era de 5134 habitantes. Tiene una superficie de 297.354 km².